# Melanoplus
Melanoplus es un género de saltamontes perteneciente a la familia Acrididae.
Son saltamontes desde pequeños hasta relativamente grandes. De color liso, castaño, grisáceo o amarillento. Muchas especies son muy similares en apariencia y difíciles de diferenciar. Se alimentan preferentemente de plantas dicotiledóneas, pero también de algunas monocotiledóneas herbáceas. La mayoría pasan el invierno como huevos.
Están distribuidos ampliamente en Eurasia y Norteamérica, la mayoría, 239 especies en Norteamérica. Algunas especies son «langostas migratorias») en América del Norte.

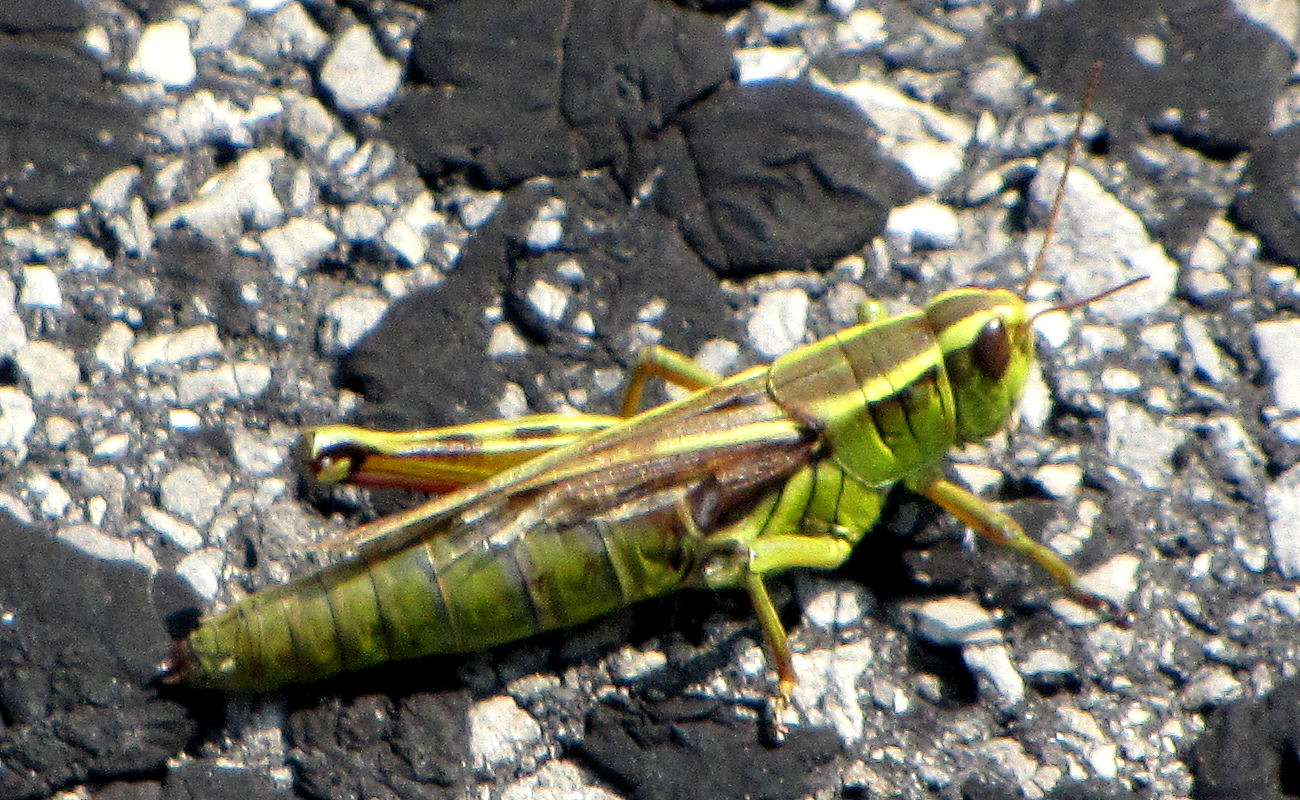
Melanoplus bivittatus
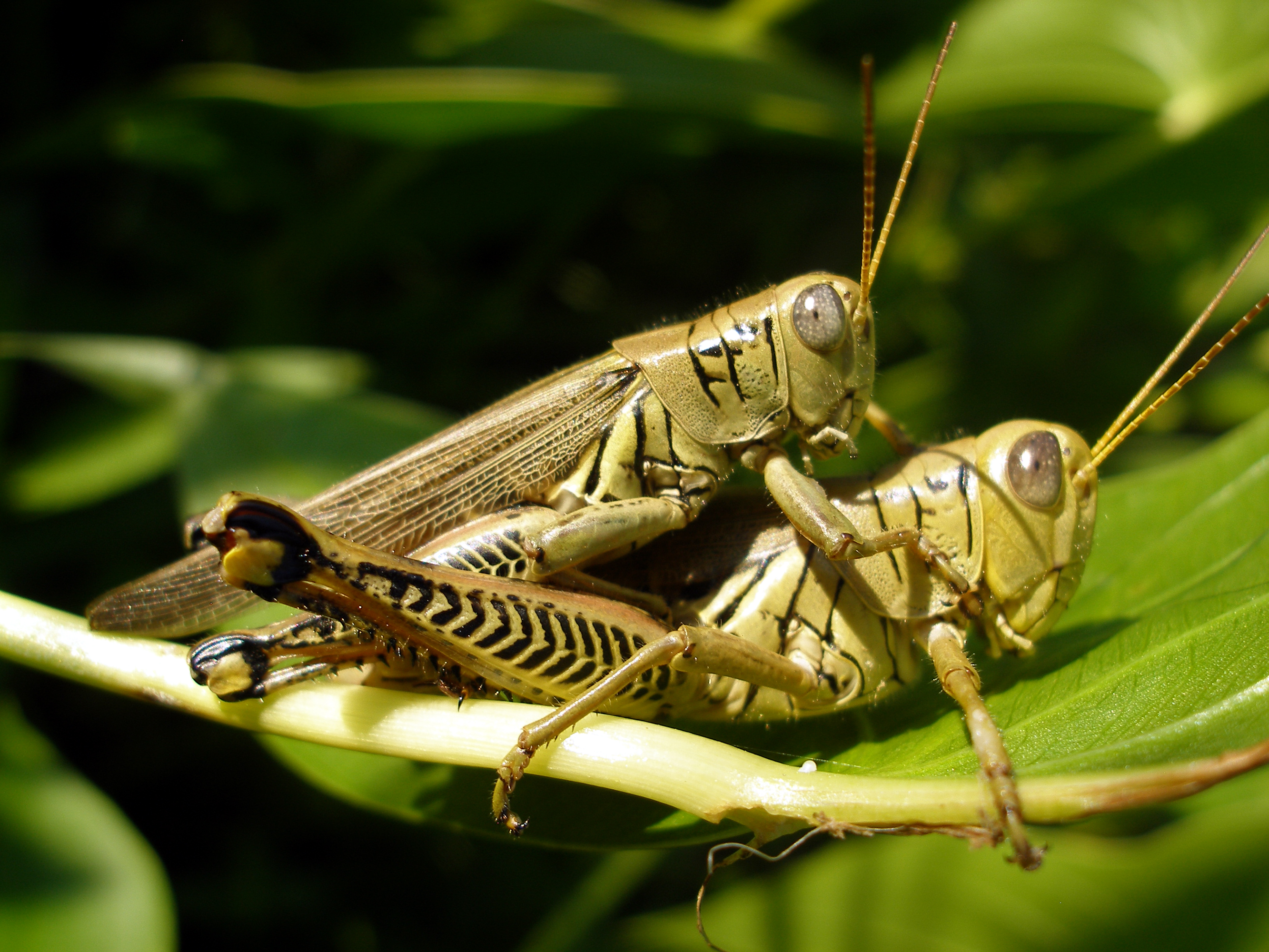
Melanoplus differentialis
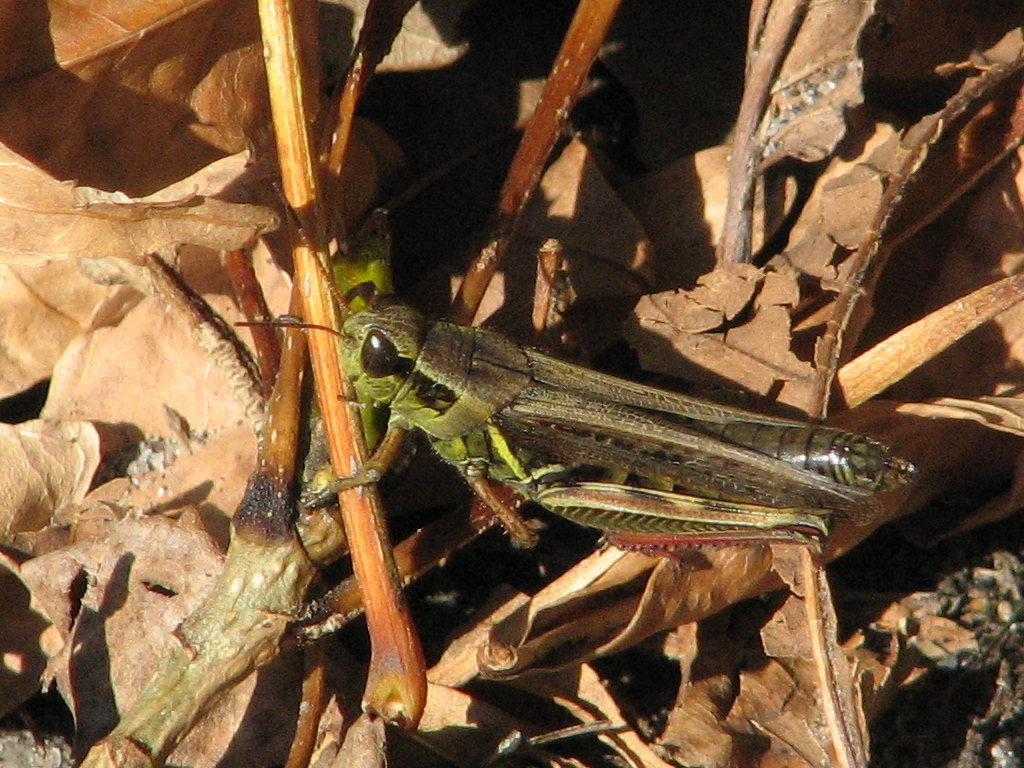
Melanoplus femurrubrum

## Taxonomía
Melanoplus fue descrito por primera vez por el entomólogo sueco Carl Stål y publicado en Recensio Orthopterorum: Revue critique des Orthopteres par Linne, de Geer et Thunberg 1:79 en 1873.

## Especies
- Melanoplus ablutus Scudder, 1898
- Melanoplus acidocercus Hebard, 1919
- Melanoplus acrophilus Hebard, 1935
- Melanoplus adapi Otte, D., 2012
- Melanoplus adelogyrus Hubbell, 1932
- Melanoplus adox Otte, D., 2012
- Melanoplus aix Otte, D., 2012
- Melanoplus alabamae Hebard, 1920
- Melanoplus alector Otte, D., 2012
- Melanoplus alexanderi Hilliard, 2001
- Melanoplus alpinus Scudder, 1897
- Melanoplus altitudinum Scudder, S.H., 1878
- Melanoplus andreasi Otte, D., 2012
- Melanoplus angularis Little, 1932
- Melanoplus angustipennis Dodge, 1877
- Melanoplus apache Otte, D., 2012
- Melanoplus apalachicolae Hubbell, 1932
- Melanoplus arcanus Otte, D., 2012
- Melanoplus aridus Scudder, 1878
- Melanoplus arizonae Scudder, 1878
- Melanoplus arkansas Hill, J.G., 2015
- Melanoplus artemesiae Scudder, 1897
- Melanoplus artemisiae Scudder, S.H., 1897
- Melanoplus ascensor Scudder, 1897
- Melanoplus ascensus Scudder, 1898
- Melanoplus aspasmus Hebard, 1919
- Melanoplus aster Otte, D., 2012
- Melanoplus atangi Otte, D., 2012
- Melanoplus attenuatus Scudder, 1897
- Melanoplus bakeri Hebard, 1932
- Melanoplus baldi Otte, D., 2012
- Melanoplus baronei Hill, J.G., 2015
- Melanoplus beameri Hebard, 1932
- Melanoplus benni Otte, 2002
- Melanoplus bernardinae Hebard, 1920
- Melanoplus betangi Otte, D., 2012
- Melanoplus billyharrisi Hill, J.G., 2015
- Melanoplus birchimi Rentz, 1978
- Melanoplus bispinosus Scudder, 1897
- Melanoplus bivittatus Say, 1825
- Melanoplus bohemani Stål, 1878
- Melanoplus bonita Otte, D., 2012
- Melanoplus borealis Fieber, 1853
- Melanoplus boulderensis Otte, D., 2012
- Melanoplus bowditchi Scudder, 1878
- Melanoplus bruneri Scudder, 1897
- Melanoplus buxtoni Strohecker, 1963
- Melanoplus calidus Scudder, 1898
- Melanoplus cameronis Roberts, 1947
- Melanoplus cancri Scudder, 1897
- Melanoplus cantralli Dakin, 1966
- Melanoplus carinae Otte, D., 2012
- Melanoplus carnegiei Morse, 1904
- Melanoplus caroli Gurney and Helfer, 1960
- Melanoplus carolinensis Hill, J.G., 2015
- Melanoplus carrabellae Otte, D., 2012
- Melanoplus cedarense Otte, D., 2012
- Melanoplus celatus Morse, 1904
- Melanoplus chattahoochee Hill, J.G., 2015
- Melanoplus cherokee Hebard, 1935
- Melanoplus chichimecus Fontana & Buzzetti, 2007
- Melanoplus childsi Otte, D., 2012
- Melanoplus chimariki Gurney and Buxton, 1963
- Melanoplus chiricahuae Hebard, 1922
- Melanoplus chumash Rentz, 1978
- Melanoplus cimatario Fontana & Buzzetti, 2007
- Melanoplus cinereus Scudder, 1878
- Melanoplus clypeatus Scudder, 1877
- Melanoplus cohni Hill, J.G., 2015
- Melanoplus complanatipes Scudder, 1897
- Melanoplus confusus Scudder, 1897
- Melanoplus coreyi Hill, J.G., 2015
- Melanoplus culebra Otte, D., 2012
- Melanoplus cumbres Otte, D., 2012
- Melanoplus cuneatus Scudder, 1897
- Melanoplus daemon Strohecker, 1963
- Melanoplus dakini Hilliard, 2001
- Melanoplus davisi (Hebard, 1918)
- Melanoplus dawsoni Scudder, 1875
- Melanoplus dealbatus Scudder, 1898
- Melanoplus debilis Scudder, 1898
- Melanoplus deceptus Morse, 1904
- Melanoplus decoratus Morse, 1904
- Melanoplus decorus Scudder, 1897
- Melanoplus decurvus Hill, J.G., 2015
- Melanoplus delano Otte, D., 2012
- Melanoplus deletor Scudder, 1875
- Melanoplus desultorius Rehn, 1907
- Melanoplus devastator Scudder, 1878
- Melanoplus devius Morse, 1904
- Melanoplus diablo Rentz, 1978
- Melanoplus differentialis (Thomas, 1865)
- Melanoplus digitifer Hebard, 1936
- Melanoplus dimidipennis Bruner, 1904
- Melanoplus diminutus Scudder, 1897
- Melanoplus discolor Scudder, 1878
- Melanoplus divergens Morse, 1904
- Melanoplus dodgei Thomas, 1871
- Melanoplus douglasi Otte, D., 2012
- Melanoplus eccentricus Otte, D., 2012
- Melanoplus edeva Rentz, 1978
- Melanoplus elaphrus Strohecker, 1963
- Melanoplus elater Strohecker, 1963
- Melanoplus elkhornense Otte, D., 2012
- Melanoplus empusa Otte, D., 2012
- Melanoplus eremitus Strohecker, 1963
- Melanoplus eumera Hebard, 1920
- Melanoplus eurycercus Hebard, 1920
- Melanoplus fasciatus F. Walker, 1870
- Melanoplus femurnigrum Scudder, 1898
- Melanoplus femurrubrum De Geer, 1773
- Melanoplus flabellatus Scudder, 1878
- Melanoplus flavidus Scudder, 1878
- Melanoplus flechado Otte, D., 2012
- Melanoplus fluviatilis Bruner, L., 1897
- Melanoplus foedus Scudder, 1878
- Melanoplus folkertsi Hill, J.G., 2015
- Melanoplus forcipatus Hubbell, 1932
- Melanoplus foxi Hebard, 1923
- Melanoplus franciscanus Scudder, 1898
- Melanoplus francisdrakei Otte, D., 2012
- Melanoplus francoisensis Hill, J.G., 2015
- Melanoplus fricki Strohecker, 1960
- Melanoplus frigidus Boheman, 1846
- Melanoplus fultoni Hebard, 1922
- Melanoplus furcatus Scudder, 1897
- Melanoplus gaspesiensis Vickery, 1970
- Melanoplus gladstoni Scudder, 1897
- Melanoplus glaucipes Scudder, 1875
- Melanoplus glymma Otte, D., 2012
- Melanoplus goedeni Gurney and Buxton, 1968
- Melanoplus gordonae Vickery, 1969
- Melanoplus gothicus Otte, D., 2012
- Melanoplus gracilipes Scudder, 1897
- Melanoplus gracilis (Bruner, 1876)
- Melanoplus gurneyi Strohecker, 1960
- Melanoplus haigi Gurney and Buxton, 1968
- Melanoplus harperi Gurney and Buxton, 1965
- Melanoplus harrisi Morse, 1904
- Melanoplus hatu Otte, D., 2012
- Melanoplus herbaceus Bruner, 1893
- Melanoplus hesperus Hebard, 1919
- Melanoplus hilliardi Otte, D., 2012
- Melanoplus hinei Thomas, E.S., 1930-1939
- Melanoplus hubbelli Hebard, 1935
- Melanoplus hupah Strohecker and Helfer, 1963
- Melanoplus huporeus Hebard, 1919
- Melanoplus huroni Blatchley, 1898
- Melanoplus idaho Hebard, 1935
- Melanoplus illash Otte, D., 2012
- Melanoplus immunis Scudder, 1898
- Melanoplus impudicus Scudder, 1897
- Melanoplus imtenda Otte, D., 2012
- Melanoplus imto Otte, D., 2012
- Melanoplus inconspicuus Caudell, 1902
- Melanoplus indicifer Hubbell, 1933
- Melanoplus indigens Scudder, 1897
- Melanoplus infantilis Scudder, 1878
- Melanoplus ingrami Hill, J.G., 2010
- Melanoplus irwinorum Hill, J.G., 2015
- Melanoplus islandicus Blatchley, 1898
- Melanoplus ixalus Otte, D., 2012
- Melanoplus jakei Otte, D., 2012
- Melanoplus janus Otte, D., 2012
- Melanoplus jenniferae Otte, D., 2012
- Melanoplus jessicae Otte, D., 2012
- Melanoplus jillae Otte, D., 2012
- Melanoplus jucundus Scudder, 1876
- Melanoplus juvencus Scudder, 1897
- Melanoplus kasadi Gurney and Buxton, 1968
- Melanoplus keeleri Thomas, 1874
- Melanoplus keiferi Gurney and Buxton, 1963
- Melanoplus kendalli Otte, D., 2012
- Melanoplus kennicotti Scudder, 1878
- Melanoplus kennicottii Scudder, S.H., 1878
- Melanoplus kissimmee Otte, D., 2012
- Melanoplus knowlesi Otte, D., 2012
- Melanoplus lakinus Scudder, 1878
- Melanoplus lanthanus Hewitt and Skoog, 1970
- Melanoplus lapollai Otte, D., 2012
- Melanoplus latah Otte, D., 2012
- Melanoplus latifercula Caudell, 1903
- Melanoplus latus Morse, 1906
- Melanoplus laurelae Otte, D., 2012
- Melanoplus lemhiensis Hebard, 1935
- Melanoplus lemurus Otte, D., 2012
- Melanoplus lepidus Scudder, 1897
- Melanoplus ligneolus Scudder, 1898
- Melanoplus lilianae Otte, 2002
- Melanoplus lithophilus Gurney and Buxton, 1965
- Melanoplus littoralis Roberts, 1942
- Melanoplus lolo Otte, D., 2012
- Melanoplus longicornis Saussure, 1861
- Melanoplus longipsolus Rentz, 1978
- Melanoplus lovetti Fulton, 1930
- Melanoplus ludivinae Fontana, Buzzetti & Mariño-Pérez, 2011
- Melanoplus macclungi Rehn, 1946
- Melanoplus madeleineae Vickery and Kevan, 1977
- Melanoplus magdalenae Hebard, 1935
- Melanoplus mancus Smith, 1868
- Melanoplus mantua Otte, D., 2012
- Melanoplus marginatus Scudder, 1876
- Melanoplus marshallii Thomas, 1875
- Melanoplus mastigiphallus Strohecker, 1941
- Melanoplus mcnaryi Otte, D., 2012
- Melanoplus meridae Roberts, 1942
- Melanoplus meridionalis Scudder, 1897
- Melanoplus mexicanus Saussure, 1861
- Melanoplus microtatus Hebard, 1919
- Melanoplus middlekauffi Rentz, 1978
- Melanoplus militaris Scudder, 1897
- Melanoplus mirus Rehn & Hebard, 1916
- Melanoplus mississippi Hill, J.G., 2015
- Melanoplus missoulae Hebard, 1936
- Melanoplus mixes Fontana, Buzzetti & Mariño-Pérez, 2011
- Melanoplus mogollona Otte, D., 2012
- Melanoplus molothrus Otte, D., 2012
- Melanoplus montanus (Thomas, 1873)
- Melanoplus morsei Blatchley, 1903
- Melanoplus muricolor Strohecker, 1960
- Melanoplus murieta Rentz, 1978
- Melanoplus muscogee Hill, J.G., 2015
- Melanoplus nanciae Deyrup, 1997
- Melanoplus nanus Scudder, 1898
- Melanoplus napa Otte, D., 2012
- Melanoplus neomexicanus Scudder, 1897
- Melanoplus nigrescens Scudder, 1877
- Melanoplus nitidus Scudder, 1897
- Melanoplus nossi Hill, J.G., 2014
- Melanoplus novato Rentz, 1978
- Melanoplus nubilus Rehn & Hebard, 1916
- Melanoplus nufioi Otte, D., 2012
- Melanoplus oaxacae Fontana, Buzzetti & Mariño-Pérez, 2011
- Melanoplus obespsolus Rentz and Weissman, 1981
- Melanoplus obex Otte, D., 2012
- Melanoplus occidentalis (Thomas, 1872)
- Melanoplus ohadi Otte, D., 2012
- Melanoplus oklahomae Hebard, 1937
- Melanoplus olamentke Hebard, 1920
- Melanoplus optimus Hill, J.G., 2015
- Melanoplus ordwayae Deyrup, 1997
- Melanoplus oregonensis (Thomas, 1876)
- Melanoplus oregonis Otte, D., 2012
- Melanoplus oreophilus Hebard, 1920
- Melanoplus ostentus Gurney and Buxton, 1968
- Melanoplus ottei Hill, J.G., 2015
- Melanoplus ouachita Hill, J.G., 2015
- Melanoplus ourayensis Otte, D., 2012
- Melanoplus ozarkensis Hill, J.G., 2015
- Melanoplus pachycercus Hebard, 1935
- Melanoplus packardii Scudder, 1878
- Melanoplus pahgre Otte, D., 2012
- Melanoplus papoosense Otte, D., 2012
- Melanoplus papyraedus Strohecker, 1963
- Melanoplus parvus Barrientos Lozano & Rocha-Sánchez, 2013
- Melanoplus payettei Hebard, 1936
- Melanoplus peatus Otte, D., 2012
- Melanoplus pegasus Hebard, 1919
- Melanoplus peninsularis Hubbell, 1932
- Melanoplus perezi Otte, D., 2012
- Melanoplus phobetico Otte, D., 2012
- Melanoplus picropidzae Hebard, 1937
- Melanoplus pictus Scudder, 1897
- Melanoplus pinaleno Hebard, 1937
- Melanoplus pinctus Scudder, 1897
- Melanoplus pinicola Fulton, 1930
- Melanoplus platycercus Hebard, 1920
- Melanoplus plebejus Stål, 1878
- Melanoplus ponderosus Scudder, 1875
- Melanoplus prescotti Otte, D., 2012
- Melanoplus primaestivus Dakin, 1966
- Melanoplus propinquus Scudder, 1897
- Melanoplus puer Scudder, 1878
- Melanoplus punctulatus Scudder, 1863
- Melanoplus pygmaeus Davis, 1915
- Melanoplus pyro Otte, D., 2012
- Melanoplus quercicola Hebard, 1918
- Melanoplus querneus Rehn & Hebard, 1916
- Melanoplus reflexus Scudder, 1897
- Melanoplus regalis Dodge, 1876
- Melanoplus rehni Hebard, 1920
- Melanoplus relictus Hill, J.G., 2015
- Melanoplus rentzi Otte, 1995
- Melanoplus repetinus Hebard, 1935
- Melanoplus reyesensis Rentz, 1978
- Melanoplus rileyanus Scudder, 1897
- Melanoplus rosor Otte, D., 2012
- Melanoplus rotundipennis Scudder, 1877
- Melanoplus rugglesi Gurney, 1949
- Melanoplus rusticus Stål, 1878
- Melanoplus salmonis Hebard, 1935
- Melanoplus saltator Scudder, 1897
- Melanoplus sanguinipes Fabricius, 1798
- Melanoplus savannah Hill, J.G., 2015
- Melanoplus scapularis Rehn & Hebard, 1916
- Melanoplus scitulus Scudder, 1897
- Melanoplus scudderi Uhler, 1864
- Melanoplus sebringi Otte, D., 2012
- Melanoplus seltzerae Hill, J.G., 2015
- Melanoplus seminole Hubbell, 1932
- Melanoplus serrulatus Hebard, 1937
- Melanoplus shoshoni Otte, D., 2012
- Melanoplus similis Morse, 1904
- Melanoplus siskiyou Strohecker, 1963
- Melanoplus snowi   (Snow's short-wing grasshopper)
- Melanoplus snowii Scudder, 1897
- Melanoplus sol Otte, D., 2012
- Melanoplus solitarius Buzzetti, Barrientos Lozano & Fontana, 2010
- Melanoplus solitudinis Hebard, 1935
- Melanoplus sonomaensis Caudell, 1905
- Melanoplus spearmani Otte, D., 2012
- Melanoplus splendidus Hebard, 1920
- Melanoplus spretus Walsh, 1866
- Melanoplus stegocercus Rehn & Hebard, 1916
- Melanoplus stipes Otte, D., 2012
- Melanoplus stonei Rehn, 1904
- Melanoplus strumosus Morse, 1904
- Melanoplus stupefactus (Scudder, S.H., 1876)
- Melanoplus sumichrasti Saussure, 1861
- Melanoplus sutanex Otte, D., 2012
- Melanoplus sylvaticus McNeill, 1899
- Melanoplus sylvestris Morse, 1904
- Melanoplus symmetricus Morse, 1904
- Melanoplus taurus Hill, J.G., 2015
- Melanoplus tendoyense Otte, D., 2012
- Melanoplus tepidus Morse, 1906
- Melanoplus tequestae Hubbell, 1932
- Melanoplus terminalis Scudder, 1897
- Melanoplus texanus Scudder, 1878
- Melanoplus texarkana Hill, J.G., 2015
- Melanoplus texensis Hart, C.A., 1906
- Melanoplus thomasi Scudder, 1897
- Melanoplus tincupense Otte, D., 2012
- Melanoplus torridus Roberts, H.R., 1947
- Melanoplus trachodes Barrientos Lozano & Rocha-Sánchez, 2013
- Melanoplus triangularis Hebard, 1928
- Melanoplus tribuloides Morse, 1906
- Melanoplus tribulus Morse, 1904
- Melanoplus trigeminus Strohecker, 1963
- Melanoplus trinitense Otte, D., 2012
- Melanoplus tristis Bruner, 1904
- Melanoplus truncatus Scudder, 1898
- Melanoplus tuberculatus Morse, 1906  (quanah grasshopper)
- Melanoplus tumidicercus Hubbell, 1932  (broadcercus short-wing grasshopper)
- Melanoplus tunicae Hebard, 1920
- Melanoplus uinta Otte, D., 2012
- Melanoplus utahensis Scudder, S.H., 1897
- Melanoplus validus Scudder, 1898
- Melanoplus variegatus Scudder, 1878
- Melanoplus viola Thomas, C., 1876
- Melanoplus virgatus Scudder, 1897
- Melanoplus viridipes Scudder, 1897
- Melanoplus vulnus Eades, 1959
- Melanoplus wai Otte, D., 2012
- Melanoplus walshii Scudder, 1897
- Melanoplus wappo Rentz, 1978
- Melanoplus warneri Little, 1932  (Warner's spur-throat grasshopper)
- Melanoplus washingtonius Bruner, 1885
- Melanoplus wilsoni Gurney, 1960
- Melanoplus wintunus Strohecker and Helfer, 1963
- Melanoplus withingtoni Otte, D., 2012
- Melanoplus withlacoocheenisis
- Melanoplus withlacoocheensis Squitier and Deyrup, 1998
- Melanoplus xenus Otte, D., 2012
- Melanoplus yarrowii Thomas, 1875
- Melanoplus zabro Otte, D., 2012
- Melanoplus zento Otte, D., 2012
- Melanoplus zeus Otte, D., 2012